# Halichoeres ornatissimus
 Halichoeres ornatissimus és una espècie de peix de la família dels làbrids i de l'ordre dels perciformes.

## Morfologia
Els mascles poden assolir els 18 cm de longitud total.

## Distribució geogràfica
Es troba des de l'est de l'oceà Índic fins a les Hawaii, les Illes Marqueses, les Tuamotu, el sud del Japó i la Gran Barrera de Corall.